# Xyber 9
Xyber 9 (Saban's Xyber 9: New Dawn) è una serie televisiva animata fantascientifica prodotta da Bokabi e Saban Entertainment nel 1999. E in Italia viene trasmesso in prima visione su Rai 2 dal 16 luglio 2001 al 19 maggio 2002. La proprietà della serie è passata alla Disney nel 2001, quando la Disney ha acquisito Fox Kids Worldwide, che include anche Saban Entertainment.

## Personaggi

### Eroi
- Jack (doppiato da Jason Marsden in originale, Marco Vivio in Italiano) - Un orfano di 15 anni che diventa il Prescelto per la gente di Terrana dopo aver scoperto Xyber 9. Odia essere chiamato "ragazzo" e insiste per essere chiamato con il suo nome. Non ha paura di alzarsi e combattere anche se a volte lo porta ad essere impulsivo.
- Xyber 9 (doppiato da René Auberjonois, Pino Insegno in italiano) - L'ultimo Xyber conosciuto, o macchina pensante, a cui è stata data la capacità di avere un pensiero indipendente che funge da arma di Jack contro Machestro e altre minacce a Terrana. Parla spesso con sarcasmo o una visione dell'alta società sul mondo povero, ma è spesso la voce della ragione per Jack. Non apprezza quando Jack lo usa come strumento di qualsiasi tipo, specialmente quando si tratta di essere usato per colpire i nemici o come piccone per scavare.
- Anakonda (doppiato da Nika Futterman in originale, Monica Ward in Italiano) - Conosciuta anche come Ana, Anakonda è una misteriosa ragazza dai capelli rossi delle Terre Oscure allevata da serpenti il cui nome è in realtà un soprannome di Jack poiché il suo vero nome era troppo lungo. È in sintonia con la natura e può sentire cose che gli altri non possono e percepire cose grazie ai sensi affinati. Ha evidenti sentimenti per Jack mentre lo baciava dopo aver pensato che fosse morto. Tuttavia, è una temibile guerriera che non ha paura di fare un'osservazione intelligente. Inoltre è gelosa dell'affetto di Roselyn per Jack e spesso commenta i suoi modi viziati che sono in netto contrasto con il suo background nella giungla.
- Ikira (doppiato da Christopher Marquette) - Un leggendario spadaccino che si unisce a Jack nella sua ricerca come insegnante, ed è un ex Machina. Guarito quando per punizione la Machina lo legò a una roccia della superficie per essere ucciso dalla luce del sole, ma finì per essere curato dall'infezione di Machina.
- Mick (doppiato da Quinton Flynn in originale, Stefano Crescentini in italiano) - Un giovane che ama le grandi macchine e le belle ragazze. È fiducioso e non ha paura di saltare in una situazione se significa una possibilità per una ricompensa come gioielli o denaro. È arrogante, un po' egoista e piuttosto orgoglioso delle sue capacità, anche se più di una volta si è trovato in difficoltà a causa di questo. Il solo sentire la parola "tesoro" lo fa andare in delirio per cercare di ottenere un ciondolo d'oro o di gioielli. Ma nonostante la sua visione di fare sempre qualcosa per ottenere una ricompensa, più di una volta è venuto in aiuto di un suo compagno di squadra anche a costo di mettersi a rischio.
- Willy (doppiato da Rodney Saulsberry) - Compagno di squadra di Mick, Willy è un nero alto e forte che è un eccellente cuoco. Tuttavia, conosce la sua strada in un combattimento e può gestire vari tipi di armi. È il più silenzioso del gruppo ma quando parla di solito è con buon senso ed è quello che meglio riesce a mettere a tacere i commenti di Mick dicendogli spesso "Mick... sei un foo" o semplicemente dicendogli il suo amico di stare zitto.
- Queen Tatania (doppiato da Dominique Jennings in originale, Cristina Noci in italiano) - Una coraggiosa donna dalla pelle scura che guida i suoi soldati senza paura contro il re Renard e offre un'alleanza con Jack dopo che lui le ha salvato la vita. Nonostante il fatto che Jack si metta nei guai e lei inizialmente non creda ai suoi racconti sulla Machina, mantiene la fiducia in lui.
- Principessa Roselyn (doppiata da Jolie Jenkins, Monica Vulcano in italiano) - La figlia del re Renard che sembra provare sentimenti per Jack come lui prova per lei. Ignorava le azioni malvagie di suo padre, ma ha appreso in prima persona l'altro lato da suo padre. Ha poi capito che doveva crescere per salvare il regno dai modi tiranni di suo padre. Lei e Ana sono in qualche modo gelose l'una dell'altra per essere affiliate a Jack, vedendo l'altro come una minaccia, persino valutandosi a vicenda in più di un episodio prendendosi gioco delle loro differenze dovute al loro background.